# Diagonal árida da América do Sul

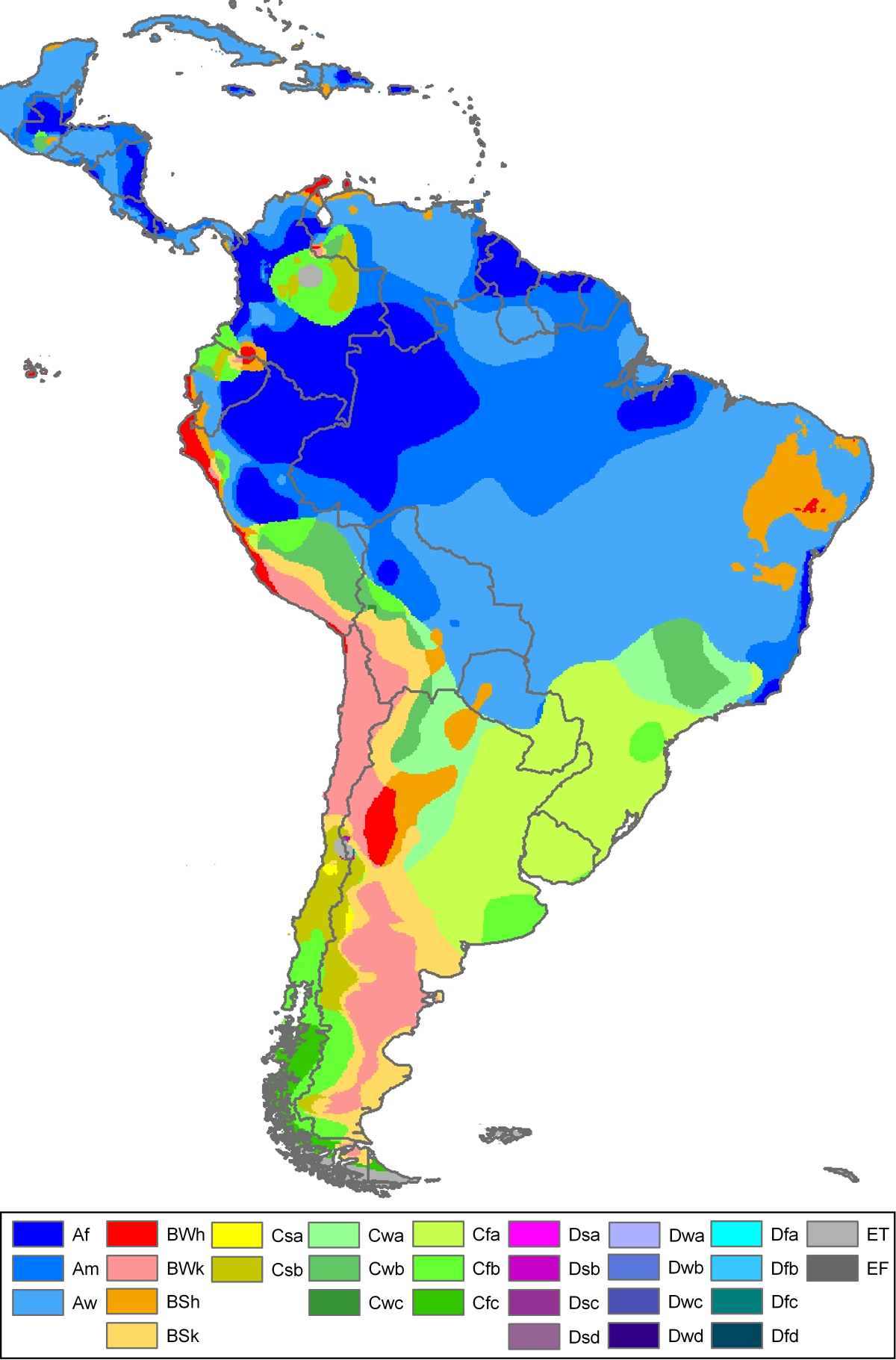
Mapa mostrando a classificação climática de Köppen para a América do Sul. A diagonal árida pode ser vista na forma de uma zona praticamente contígua de climas desérticos quentes (BWh) e frios (BWk) indo do Equador ao sul da Patagônia.

A Diagonal árida da América do Sul (em castelhano: diagonal árida de América del Sur) é uma zona contígua de clima árido e semi-árido que atravessa a América do Sul da costa do Peru e do Equador a noroeste à Patagônia Argentina a sudeste, tendo no meio grandes faixas do território do Chile e da Bolívia. A diagonal árida possui vários desertos, dentre eles: Sechura, Atacama, Monte e o deserto da Patagônia.
A diagonal atua isolando as florestas temperadas e subtropicais do Chile e do sul da Argentina dos outros biomas florestais da América do Sul. Juntamente com a glaciação do Quaternário no sul dos Andes, a diagonal regulou a distribuição da vegetação através do Chile e da Argentina. Naturalmente, além do isolamento dos biomas, a diagonal também isola populações de espécies animais.

## Causa e origem
A porção setentrional da diagonal árida é resultado do bloqueio dos ventos alísios pela barreira formada pela parte central dos Andes e pela Alta subtropical do Pacífico Sul e ao sul nos ventos do oeste bloqueados pela sombra de chuva causada pela porção sul dos Andes na parte oriental da  Patagônia. Ao sul de Mendoza (latitude: 32°53' S), as partes mais secas da diagonal movem-se no sentido oposto ao da cordilheira dos Andes conforme as montanhas perdem altura, fazendo com que chegue alguma umidade; assim, nas latitudes mais meridionais as partes mais secas da diagonal situam-se na costa atlântica da Patagônia.
A diagonal árida existe desde o período Neogeno. A origem da aridez na parte norte da diagonal está ligada a dois eventos geológicos: a) o levantamento dos Andes—um evento que levou ao bloqueio permanente da circulação de ventos a oeste da umidade ao longo dos trópicos e b) a intrusão permanente das águas antárticas geladas (a corrente de Humboldt) ao longo da costa oeste da América do Sul (Chile, Peru e Equador). Tudo isto, junto à glaciação do quaternário no sul dos Andes fez a caracterização da distribuição dos tipos de biomas no Chile e na Argentina.